# Please Like Me
Please Like Me ist eine australische Dramedy-Fernsehserie, die von Josh Thomas entwickelt wurde. Thomas ist auch als Drehbuchautor für die meisten Episoden tätig. Die Serie wurde erstmals ab dem 28. Februar 2013 auf ABC2 in Australien ausgestrahlt und stellt alltägliche Probleme mit Humor dar. Der ausführende Produzent Todd Abbott bezeichnet die Serie eher als Drama als eine Sitcom. Später wurde die Serie in den Vereinigten Staaten auf dem Fernsehsender Pivot ausgestrahlt. Pivot wirkte auch bei der Entwicklung der zweiten Staffel mit. Eine dritte und vierte Staffel folgte. Am 2. Februar 2017 kündigte Josh Thomas über Facebook an, dass die vierte Staffel die letzte sein würde. Er fügte hinzu, dass sie glücklich mit dem seien, was sie bis dahin gedreht hätten und denken würden, dass die Serie nun komplett sei.
In Deutschland wurden die erste und zweite Staffel der Serie 2016 auf One  gezeigt. Auf Netflix wurden alle vier Staffeln veröffentlicht.
Die Serie wurde von Kritikern gelobt, erhielt zahlreiche Nominierungen und gewann acht Auszeichnungen.

## Hintergrund
Die Drehbücher von Please Like Me wurden hauptsächlich von Josh Thomas geschrieben, der auch die Hauptfigur Josh spielte. In den meisten Episoden führte Matthew Saville die Regie. Innerhalb von vier Jahren entwickelten Thomas und Produzent Todd Abbott die Serie. Thomas wollte eine Serie entwickeln, die es so noch nicht im Fernsehen gegeben hat. Es war ihm wichtig, die Serie eher als Drama zu verstehen und weniger als Sitcom. In der Serie wird von Ereignissen berichtet, die jungen Menschen passieren, deren Umgang damit wird humorvoll dargestellt.
Im Januar 2013 berichtete The West Australian, dass Please Like Me auf ABC2 ausgestrahlt werden würde.
Ursprünglich sollte die Serie auf ABC1 zu sehen sein, aber es wurde beschlossen, dass die Serie besser für den digitalen Sender ABC2 geeignet sei. Der Sender begründete dies damit, dass die Serie eher ein jüngeres Publikum anspräche, und damit eher der Zielgruppe der ABC2 entspräche als der von ABC1, welcher von allen Altersgruppen geschaut werde. Dies wurde kritisiert, da viele glaubten, dass sich die Sender nur deshalb geändert hätten, da die Australian Broadcasting Corporation die Serie als „zu homosexuell“ für ihren Hauptsender betrachtete. Die Serie beginnt mit Josh, der entdeckt, dass er schwul ist. Derweil versucht seine Mutter sich mit einer Überdosierung von Panadol selbst umzubringen.
Im September 2013 zeigte ABC1 die Serie mittwochabends um 22 Uhr, sechs Monate nach der Ausstrahlung bei ABC2.
Im Juli 2013 wurde angekündigt, dass die Serie in den Vereinigten Staaten bei dem Sender Pivot ausgestrahlt werden würde. Die erste Folge wurde zunächst online veröffentlicht, bevor sie auf dem Sender ausgestrahlt wurde. Pivot veröffentlichte Social-Media-Website „pleaselikeme.org“, auf der die Zuschauer ihre persönlichen Erfahrungen darüber austauschen konnten, wie sie mit Stigmatisierungen und mit der Angst, nicht gemocht zu werden, umgehen können. Hierbei wurde auch Bezug zur Serie genommen.
Am 26. Juli 2013 wurde bekannt gegeben, dass ABC und Pivot eine zweite Staffel mit zehn Episoden ausstrahlen wollte. Diese Staffel wurde erstmals in Amerika ab dem 8. August 2014 ausgestrahlt. Neben den altbekannten Figuren wurden einige neue Figuren vorgestellt. Am 12. Juli 2014 wurde angekündigt, dass es eine dritte Staffel mit zehn Episoden geben würde. Am 7. Juli 2016 wurde eine vierte Staffel mit sechs Episoden bestellt. Am 2. Februar 2017 wurde angekündigt, dass die 4. Staffel die letzte Staffel der Serie ist.

### Deutsche Ausstrahlung
In Deutschland wurden die erste und zweite Staffel der Serie 2016 auf dem öffentlich-rechtlichen Fernsehsender One  gezeigt. Bei Netflix können bereits Staffel drei und vier angeschaut werden. Alle Staffeln können bei Netflix nur als Originalversion mit Untertiteln geschaut werden (unter anderem deutsch).

## Besetzung

### Hauptdarsteller
| Darsteller             | Figur      | Staffeln          | Staffeln          | Staffeln          | Staffeln          | Staffeln |
| Darsteller             | Figur      | 1                 | 2                 | 3                 | 4                 |          |
| ---------------------- | ---------- | ----------------- | ----------------- | ----------------- | ----------------- | -------- |
| Josh Thomas            | Josh       | Hauptdarsteller   | Hauptdarsteller   | Hauptdarsteller   | Hauptdarsteller   |          |
| Caitlin Stasey         | Claire     | Hauptdarstellerin | Nebendarstellerin | Hauptdarstellerin | Hauptdarstellerin |          |
| Thomas Ward            | Tom        | Hauptdarsteller   | Hauptdarsteller   | Hauptdarsteller   | Hauptdarsteller   |          |
| Wade Briggs            | Geoffrey   | Hauptdarsteller   | Gastdarsteller    |                   | Gastdarsteller    |          |
| Nikita Leigh-Pritchard | Niamh      | Hauptdarstellerin | Nebendarstellerin |                   |                   |          |
| David Roberts          | Alan (Dad) | Hauptdarsteller   | Hauptdarsteller   | Hauptdarsteller   | Hauptdarsteller   |          |
| Debra Lawrance         | Rose (Mum) | Hauptdarstellerin | Hauptdarstellerin | Hauptdarstellerin | Hauptdarstellerin |          |
| Renee Lim              | Mae        | Hauptdarsteller   | Hauptdarsteller   | Hauptdarsteller   | Hauptdarsteller   |          |
| Hannah Gadsby          | Hannah     |                   | Hauptdarstellerin | Hauptdarstellerin | Hauptdarstellerin |          |
| Charles Cottier        | Patrick    |                   | Hauptdarsteller   |                   |                   |          |
| Keegan Joyce           | Arnold     |                   | Hauptdarsteller   | Hauptdarsteller   | Hauptdarsteller   |          |
| Emily Barclay          | Ella       |                   |                   | Hauptdarstellerin | Hauptdarstellerin |          |

### Nebendarsteller
| Darsteller        | Figur     | Staffeln          | Staffeln          | Staffeln        | Staffeln | Staffeln |
| Darsteller        | Figur     | 1                 | 2                 | 3               | 4        |          |
| ----------------- | --------- | ----------------- | ----------------- | --------------- | -------- | -------- |
| Judi Farr         | Aunty Peg | Nebendarstellerin |                   |                 |          |          |
| Andrew S. Gilbert | Rod       | Nebendarsteller   |                   |                 |          |          |
| Denise Drysdale   | Ginger    |                   | Nebendarstellerin |                 |          |          |
| Nick Cody         | Steve     |                   | Nebendarsteller   | Gastdarsteller  |          |          |
| Charlotte Nicdao  | Jenny     |                   | Nebendarstellerin |                 |          |          |
| Bob Franklin      | Stuart    |                   | Nebendarsteller   | Nebendarsteller |          |          |
| David Quirk       | Ben       |                   |                   | Nebendarsteller |          |          |

## Hauptfiguren

### Josh
Josh (Josh Thomas) ist ein 20-jähriger extrem egozentrischer schwuler Mann, der versucht seinen Platz in der Welt zu finden. Obwohl er seltsam, egoistisch und unsicher sein kann, ist er auch sehr fürsorglich, freundlich, mitfühlend, treu und ein ehrlicher Freund. Er ist häufig wenig feinfühlig gegenüber den Gefühlen anderer, die er emotional verletzt, selbst aber höchst empfindlich. Indem er die Dinge ins Lächerliche zieht, versucht er Nähe und Tiefe zu vermeiden, bis er nach dem Tod seiner Mutter dies mit einer Therapeutin reflektiert. Sein engster Freund ist sein Mitbewohner Tom. Die beiden gehen in ihrer Freundschaft sehr ehrlich miteinander um.

### Claire
Claire (Caitlin Stasey) ist die Exfreundin von Josh. Sie bricht die Beziehung mit ihm in der Pilotfolge ab und erklärt ihm, dass sie glaubt, dass er schwul sei. Die beiden bleiben gute Freunde. Für eine kurze Zeit geht Claire mit Tom aus, aber sie bemerkt, dass sie beide nicht zusammen passen und zieht nach Deutschland. Claire kommt in der dritten Staffel zurück und zieht mit ihrem Freund Warren zusammen.

### Tom
Tom (Thomas Ward) ist Joshs Mitbewohner und einer seiner besten Freunde. Er ist heterosexuell, und in Bezug auf Frauen fällt es ihm schwer diese zurückzuweisen, wenn sie ihm ihre Bewunderung zeigen, oder ihm Komfort und Sex bieten. Seine Freundinnen sind unter anderem Niamh, Claire und Jenny. Er wird jeder dieser Frauen untreu, oft direkt nachdem er diesen versprochen hat ihnen treu zu bleiben. Am Ende der vierten Staffel führt er eine Beziehung mit Ella, mit der er auch zusammen zieht. Jedoch endet die Beziehung wenig später. Tom raucht ab und an Marihuana.

### Geoffrey
Geoffrey (Wade Briggs) wird als schwuler Kollege von Tom vorgestellt. Als Josh Tom im Büro besucht, verliebt Geoffrey sich Hals über Kopf in Josh. Schnell gesteht er Josh seine Gefühle und die beiden küssen sich. Josh bricht die Beziehung ab, als er erkennt, dass er Geoffrey nicht liebt, sondern ihn nur sexuell begehrt. Sie finden in der zweiten Staffel wieder zueinander, als Geoffreys Vater stirbt. Als Josh in der vierten Staffel seine Beziehung mit Arnold beendet, haben die beiden einen One-Night-Stand. Nach diesem dritten Versuch, Josh nahezukommen, erkennt Geoffrey schließlich, dass er und Josh nicht zusammenpassen und kommt über ihn hinweg.

### Niamh
Niamh (Nikita Leigh-Pritchard) ist Toms Exfreundin. Sie ist sehr unsicher und sucht nach Aufmerksamkeit. Um Tom davon zu überzeugen, erneut eine Beziehung mit ihr anzufangen, täuscht sie ihm sogar eine Schwangerschaft vor. Als Claire sie darauf anspricht, gibt Niamh zu, dass sie nicht einmal einen Schwangerschaftstest gemacht hat, sondern ihre Schwangerschaft ausschließlich damit begründete, dass ihre Periode spät kam.

### Alan
Alan (David Roberts) ist Joshs Vater. Er lebt in Scheidung von Joshs Mutter und führt eine Beziehung mit Mae. Mae und Alan haben ein Baby namens Grace, die Josh liebt. Es ist wichtig für Alan, dass Josh Zeit mit seiner Halbschwester verbringt, daher zwingt er ihn, Grace zu babysitten. Gegenüber Geoffrey gibt Alan zu, dass er Joshs Mutter immer noch liebt, obwohl er eine Beziehung mit Mae führt. Als Rose stirbt, nimmt ihn das sehr mit, insbesondere als er erfährt, dass Rose ihn noch immer liebte.

### Rose
Rose (Debra Lawrance) ist Joshs Mutter. Sie und Alan sind geschieden. Rose leidet an einer bipolaren Störung und versuchte bereits mehrmals Selbstmord zu verüben. Josh ist ihr Stolz und ihre Freude. Daher möchte sie eine aktive Rolle in seinem Leben führen, ihn aber gleichzeitig nicht zu sehr einengen. Rose gibt zu, dass sie ihren Exmann Alan noch liebt. Wenig später bringt sie sich um. Josh entdeckt ihre Leiche und hebt ihre Asche in einer Keksdose auf.

### Mae
Mae (Renee Lim) ist Alans Freundin, die Mutter von Grace und Joshs Stiefmutter. Sie kommt aus einer sehr bekannten, reichen Familie in Thailand und ist sehr kultiviert. Mae spricht sechs verschiedene Sprachen. Trotzdem nehmen viele Leute an, dass Alan und Mae eine Katalogehe führen, was Alan sehr verärgert. Er verteidigt Mae immer wieder gegenüber diesen Leuten. Mae ist sehr freundlich. Ihre Familie ist sehr wichtig für sie und ihr Stiefsohn Josh gehört für sie dazu. Sie zeigt Josh gegenüber viel Zuwendung und Liebe und kritisiert Alan dafür, dass er nicht dasselbe tut. Zumeist kommt sie sehr gut mit Rose zurecht, außer in einer Situation, in der Rose gerade in einer bipolaren Phase ist. Nach langen Diskussionen kann sie Alan davon überzeugen, in den Vorruhestand zu gehen, da sie genug Geld haben, und sie und Grace mehr Zeit mit Alan verbringen wollen.

### Hannah
Hannah (Hannah Gadsby) ist eine depressive Patientin, die gemeinsam mit Rose und Arnold im Krankenhaus ist. Nachdem sie entlassen worden ist, lebt sie mit Rose zusammen und freundet sich mit Josh an. Sie hat Probleme mit den Erwartungen der Gesellschaft umzugehen und fühlt sich oft gezwungen Dinge zu tun die sie eigentlich nicht tun möchte. Als Rose und sie zusammenziehen versucht Hannah Rose zu küssen, diese weist sie ab. Hannah eröffnet, dass sie dachte, dass dies von ihr erwartet werden würde. Im Finale der dritten Staffel wird bekannt, dass Hannah sich immer noch selbst verletzt. Hannah und Rose streiten sich wegen Roses launenhaften Verhaltens, daher beschließt Hannah, auszuziehen. Hannah kommt ihrer ehemaligen Freundin Kyah wieder näher. Als Rose Selbstmord begeht, gibt Hannah sich die Schuld dafür.

### Patrick
Patrick (Charles Cottier) lebt kurzzeitig mit Josh und Tom zusammen und verliebt sich in Josh. Während Patrick nicht mit Josh schlafen möchte, erhofft sich Josh mehr von der Beziehung. Patricks Zurückweisung führt dazu, dass Josh sich unsicher fühlt und Patrick fragt, ob er ausziehen kann.

### Arnold
Arnold (Keegan Joyce) trifft Josh auf einer Party in Joshs Haus. Die beiden verlieben sich ineinander und beginnen eine Beziehung zu führen. Arnold leidet unter einer Angststörung und ist in demselben Krankenhaus wie Rose Patient. Arnolds und Joshs Beziehung ist sehr turbulent, was dazu führt, dass Arnolds Ängstlichkeit immer wieder zum Vorschein kommt. Josh lernt unterdessen, wie er Arnold helfen kann, seine Angst zu überwinden. Aufgrund seiner Beziehung zu Josh erklärt Arnold auch seiner Familie, dass er schwul ist. Auf Wunsch von Arnold bezeichnen sie ihre Beziehung als eine offene Beziehung, was immer wieder zu Konflikten zwischen den beiden führt. Josh bricht die Beziehung mit Arnold schließlich ab, als er erkennt, dass Arnold sich in eine Richtung entwickelt hat, die die beiden nicht mehr zusammenfinden lässt.

### Ella
Ella (Emily Barclay) ist Toms Langzeitfreundin. Sie treffen sich auf einer Party. Ella ist fröhlich, enthusiastisch und einfühlsam. Kurz nachdem Ella und Tom zusammenziehen, bricht Ella ihre gemeinsame Beziehung ab.

## Nebenfiguren

### Peg
Peg (Judi Farr) ist die Tante von Rose und die Großtante von Josh. Sie ist eine eifrige Kirchgängerin. Nachdem sie gesehen hat, dass Josh Geoffrey auf einer Party küsst, versucht sie Josh zu zwingen, mit ihr in die Kirche zu kommen. Im Gottesdienst ist sie jedoch so verärgert darüber, dass der Prediger die Homosexualität so negativ darstellt, dass sie den Gottesdienst sofort verlässt. Peg stirbt in der ersten Staffel. Ihre Totenwache findet an Joshs Geburtstag statt.

### Rod
Rod (Andrew S. Gilbert) ist Roses Freund. Sie treffen sich auf einer Online Dating-Webseite. Er ist ihr gegenüber kein guter Freund und oft sehr aufbrausend. Rose braucht seine Gesellschaft und Aufmerksamkeit. Sie bricht die Beziehung zu ihm auf Pegs Beerdigung ab.

### Ginger
Ginger (Denise Drysdale) ist eine Patientin im selben Krankenhaus wie Rose, Hannah und Arnold. Nach einem schweren Start freunden sich Rose und Ginger an. Ginger ist die treibende Kraft, wenn es darum geht, die Patienten im Krankenhaus zu beschäftigen und zu amüsieren. Sie ist dabei jedoch oft sehr bevormundend und lässt die Patienten Dinge tun, die diese eigentlich gar nicht tun wollen. Ginger begeht in der zweiten Staffel Selbstmord.

### Steve
Steve (Nick Cody) ist Arnolds älterer und sehr erfolgreicher Bruder. Er ist unglaublich unverschämt. Arnold ist eifersüchtig auf dessen Erfolg und dessen extrovertiertes Verhalten. Als Arnold sein Coming Out hat, unterstützt Steve ihn sehr.

### Jenny
Jenny (Charlotte Nicdao) ist die Freundin von Tom. Die beiden treffen sich, als Jenny noch zur Schule geht. Tom ärgert Jenny oft damit, dass sie viel jünger als er ist. Sie ist zunächst sehr locker, was Tom attraktiv findet. Jenny beendet ihre Beziehung, als er und seine betrunkenen Freunde sich ihr gegenüber unhöflich verhalten.

### Stuart
Stuart (Bob Franklin) ist ein Patient im selben Krankenhaus wie Rose. Rose und Stuart haben eine Affäre im Krankenhaus, obwohl Stuart verheiratet ist. Er stalkt Rose wenig später, hört jedoch damit auf, als Rose ihn damit konfrontiert.

### Ben
Ben (David Quirk) und Josh haben einen One-Night-Stand während der Anfangsphase von Joshs offenen Beziehung mit Arnold. Ben wird später ins Krankenhaus eingeliefert und steht vor einer möglicherweise lebensbedrohlichen Operation. Josh fragt sich, ob es angebracht ist, Ben zu besuchen, da er immer noch eine Beziehung mit Arnold führt. Er entscheidet sich dafür, verursacht damit aber einen Bruch in seiner Beziehung mit Arnold. Josh versucht später, wieder in Kontakt mit Ben zu kommen, jedoch hat Ben zu diesem Zeitpunkt bereits eine neue Beziehung mit einer Frau begonnen.

## Rezeption

### Kritiken
Anthony D. Langford von AfterElton.com sagte, dass er diese charmante Serie sehr liebt. Sie sei lustig und habe viel Herz. Er lobte ebenfalls Thomas Darstellung von Josh. Später erklärte er, dass er die Serie vermissen würde und auf eine zweite Staffel hoffte, da er sich nicht von Joshs Welt verabschieden wollte. Andrew Mast von Music.com.au lobte Briggs’ lebensnahe Darstellung. Thomas’ Drehbuch sei gut und komödiantisch, aber seine Darstellung in der Serie würde den Erwartungen nicht gerecht. David Knox von TV Tonight lobte die Darstellung der Schauspieler und Schauspielerinnen.
Colin Vickery und Darren Devlyn von News.com.au glauben, dass Please Like Me eine Liebenswürdigkeit habe, die sie von anderen grenzüberschreitenden Komödien unterscheidet. Giles Hardie von The Age lobte die Serie dafür, dass sie neue Wege aufzeige und nicht auf Stereotypen von homosexuellen Figuren zurück greife. Die Komödie fühle sich echt an, ohne wie eine Sitcom zu wirken. Er fügte hinzu, dass Josh, seine Familie und seine Freunde unglaublich gut dargestellt würden. Sein Kollege Scott Ellis meint, dass Please Like Me eine wichtige Serie sei und die Art von Serie sei, in die ABC mehr investieren sollte. Er fügte hinzu, dass die Serie einfühlsam und aufschlussreich sei, wenn es um heftigere Momente ginge. Craig Mathieson glaubte, dass die dunkleren Momente der Serie einer der humorvollsten Momente seien. Please Like Me sollte am Series Mania Television Festival in Paris gezeigt werden.
The A.V. Club fand, dass die zweite Staffel von Please Like Me eine der besten Staffeln des Jahres sei, gut sei die Kameraarbeit und die Darstellung von Josh. The Guardian lobte Please Like Me's unkonventionelles Drehbuch.

### Auszeichnungen und Nominierungen
| Jahr | Award                             | Kategorie                                        | Empfänger und Nominierte                                                                 | Ergebnis  |
| ---- | --------------------------------- | ------------------------------------------------ | ---------------------------------------------------------------------------------------- | --------- |
| 2013 | Australian Writers Guild Awards   | Best Writing in a Comedy: Situation or Narrative | Josh Thomas, Liz Doran und Thomas Ward – Staffel 1, Episode 3 'Portuguese Custard Tarts' | Gewonnen  |
| 2013 | Australian Writers Guild Awards   | Best Writing in a Comedy: Situation or Narrative | Josh Thomas, Liz Doran und Thomas Ward – Staffel 1, Episode 5 'Spanish Eggs'             | Nominiert |
| 2014 | AACTA Awards                      | Best Television Comedy Series                    | Please Like Me – Todd Abbott                                                             | Gewonnen  |
| 2014 | AACTA Awards                      | Best Performance in a Television Comedy          | Josh Thomas                                                                              | Nominiert |
| 2014 | AACTA Awards                      | Best Direction in a Television Drama or Comedy   | Matthew Saville – Sraffel 1, Episode 3 'Portuguese Custard Tarts'                        | Nominiert |
| 2014 | GLAAD Media Awards                | Outstanding Comedy Series                        | Please Like Me                                                                           | Nominiert |
| 2014 | Australian Directors Guild Awards | Best Direction: TV Comedy                        | Matthew Saville                                                                          | Gewonnen  |
| 2014 | Rose d’Or                         | Sitcom                                           | Please Like Me                                                                           | Nominiert |
| 2014 | Logie Awards                      | Most Outstanding Light Entertainment Program     | Please Like Me                                                                           | Nominiert |
| 2014 | International Emmy Award          | Best Comedy Series                               | Please Like Me                                                                           | Nominiert |
| 2014 | Australian Screen Editors Awards  | Best Editing in a Television Comedy              | Julie-Anne De Ruvo – Staffel 2, Episode 2 'Ham'                                          | Nominiert |
| 2015 | 4th AACTA Awards                  | Best Television Comedy Series                    | Please Like Me – Todd Abbott, Josh Thomas und Kevin Whyte                                | Nominiert |
| 2015 | 4th AACTA Awards                  | Best Direction in a Television Drama or Comedy   | Matthew Saville – Staffel 2, Episode 7 'Scroggin'                                        | Nominiert |
| 2015 | 4th AACTA Awards                  | Best Screenplay in Television                    | Josh Thomas – Staffel 2, Episode 7 'Scroggin'                                            | Gewonnen  |
| 2015 | 4th AACTA Awards                  | Best Performance in a Television Comedy          | Debra Lawrance                                                                           | Gewonnen  |
| 2015 | 4th AACTA Awards                  | Best Performance in a Television Comedy          | Josh Thomas                                                                              | Nominiert |
| 2015 | 4th AACTA Awards                  | Best Sound in Television                         | John Wilkinson und Simon Rosenberg – Staffel 2, Episode 7 'Scroggin'                     | Nominiert |
| 2015 | Logie Awards                      | Most Popular Actor                               | Josh Thomas, Please Like Me                                                              | Nominiert |
| 2015 | Logie Awards                      | Most Outstanding Comedy Program                  | Please Like Me                                                                           | Nominiert |
| 2015 | GLAAD Media Awards                | Outstanding Comedy Series                        | Please Like Me                                                                           | Nominiert |
| 2015 | Australian Writers Guild Awards   | Best Writing in a Comedy: Situation or Narrative | Josh Thomas – Staffel 2, Episode 7 'Scroggin'                                            | Gewonnen  |
| 2015 | Australian Directors Guild Awards | Best Direction in a TV Comedy                    | Matthew Saville – Staffel 2, Episode 7 'Scroggin'                                        | Gewonnen  |
| 2015 | Australian Screen Editors Awards  | Best Editing in a Television Comedy              | Julie-Anne De Ruvo – Please Like Me (Staffel 2)                                          | Gewonnen  |
| 2015 | Screen Producers Australia Awards | Comedy Television Production of the Year         | Please Like Me Staffel 2, Guesswork Television                                           | Gewonnen  |
| 2015 | Prism Awards                      | Comedy Episode or Multi-Episode Storyline        | Please Like Me Staffel 2 (Pivot)                                                         | Nominiert |
| 2015 | Dorian Awards                     | LGBTQ TV Show of the Year                        | Please Like Me (Pivot)                                                                   | Nominiert |
| 2015 | Dorian Awards                     | Unsung TV Show of the Year                       | Please Like Me (Pivot)                                                                   | Nominiert |
| 2016 | GLAAD Media Awards                | Outstanding Comedy Series                        | Please Like Me (Pivot)                                                                   | Nominiert |
| 2016 | Logie Awards                      | Best Actor                                       | Josh Thomas, Please Like Me                                                              | Nominiert |
| 2016 | Logie Awards                      | Most Outstanding Comedy Program                  | Please Like Me                                                                           | Nominiert |
| 2016 | Australian Writers Guild Awards   | Best Writing in a Comedy: Situation or Narrative | Josh Thomas – Staffel 3, 'Coq au Vin'                                                    | Nominiert |
| 2016 | Australian Writers Guild Awards   | Best Writing in a Comedy: Situation or Narrative | Josh Thomas und Liz Doran – Staffel 3, 'Pancakes with Faces'                             | Gewonnen  |
| 2016 | Australian Writers Guild Awards   | Best Writing in a Comedy: Situation or Narrative | Josh Thomas, Liz Doran und Thomas Ward – Staffel 3, 'Simple Carbohydrates'               | Gewonnen  |
| 2016 | Australian Screen Editors Awards  | Best Editing in a Comedy                         | Julie-Anne De Ruvo – Please Like Me, Staffel 3 – Episode 10                              | Gewonnen  |
| 2016 | Screen Producers Australia Awards | Comedy Television Production of the Year         | Please Like Me Staffel 3, Guesswork Television                                           | Nominiert |
| 2016 | Prism Awards                      | Comedy Episode or Multi-Episode Storyline        | Please Like Me Staffel 3 (Pivot)                                                         | Nominiert |
| 2016 | 6th AACTA Awards                  | Best Television Comedy Series                    | Please Like Me – Todd Abbott, Josh Thomas, Lisa Wang und Kevin Whyte                     | Nominiert |
| 2017 | Logie Awards                      | Most Outstanding Supporting Actress              | Debra Lawrance                                                                           | Gewonnen  |
| 2017 | Logie Awards                      | Most Outstanding Comedy Program                  | Please Like Me                                                                           | Gewonnen  |